# Theloderma palliatum
Espèce
Synonymes
- Theloderma chuyangsinense Orlov, Poyarkov, Vassilieva, Ananjeva, Nguyen, Sang & Geissler, 2012

Theloderma palliatum est une espèce d'amphibiens de la famille des Rhacophoridae.

## Répartition
Cette espèce est endémique du Viêt Nam. Elle se rencontre dans les provinces de Kon Tum et de Đắk Lắk au-dessus de 1 500 m d'altitude.

## Taxinomie
L'espèce Theloderma chuyangsinense a été placée en synonymie avec Theloderma palliatum par Poyarkov et al. en 2015.

## Publication originale
- Rowley, Le, Hoang, Dau & Cao, 2011 : Two new species of Theloderma (Anura: Rhacophoridae) from Vietnam. Zootaxa, no 3098, p. 1-20.